# Pseudopathocerus
Pseudopathocerus is een geslacht van kevers uit de familie Vesperidae. De wetenschappelijke naam van het geslacht werd in 1988 gepubliceerd door Dias.

## Soorten
Pseudopathocerus is monotypisch en omvat slechts de volgende soort:
- Pseudopathocerus humboldti (Lameere, 1912)